# Biênio Vermelho
O Biênio Vermelho (em italiano, biennio rosso) foi um período de dois anos de intenso conflito social na Itália que se seguiu à Primeira Guerra Mundial.  O período revolucionário foi sucedido por uma violenta reação dos camisas negras fascistas, culminando com a Marcha sobre Roma, liderada por Benito Mussolini, em 1922.
O Biênio Vermelho ocorreu em um contexto da crise econômica pós-guerra, com alto desemprego e grande instabilidade política. Foi caracterizado por greves de massa, manifestações de trabalhadores, e também por experiências de autogestão mediante a ocupação de fábricas e coletivização das terras. Em Turim e Milão, conselhos de trabalhadores foram formados e várias fábricas foram ocupadas sob a liderança de anarcossindicalistas. As agitações também se estenderam para as áreas agrícolas da Planície Padana e foram acompanhadas por greves de camponeses, agitação no campo e guerrilha envolvendo milícias de extrema-esquerda e extrema-direita.
O sindicato  anarcossindicalista Unione Sindacale Italiana "chegou a ter 800 000 membros, e a influência da Unione Anarchica Italiana (20 000 membros mais Umanità Nova, seu periódico diário) cresceu na mesma proporção (...) Os anarquistas foram os primeiros a sugerir que os locais de trabalho fossem ocupados".
Um estudo sociológico quantitativo do período, baseado na análise de periódicos da época mostra a evolução do número de atos violentos entre os grupos sociais envolvidos nos acontecimentos desse período.